# Farbönder
Farbönder var nordiska bönder, bosatta vid kusten och relativt välmående, som under vikingatiden och äldre medeltiden drev säsonghandel under somrarna och företog långa färder, ofta till England och Gårdarike. Ottar norrmannen på Alfred den stores tid och Torulf Kvällulvsson på Harald Hårfagers var sådana farbönder. Särskilt länge höll sig farbönderna kvar på Gotland och där uppförde de också magnifika stenmagasin för sina varulager, till exempel vid Kattlunds gård.